# جورج جوناثان دانفورث
جورج جوناثان دانفورث هو محامي وسياسي أمريكي، ولد في 21 نوفمبر 1875، وتوفي في 30 مارس 1952. نشط حزبياً في الحزب الجمهوري. وقد انتخب عضو مجلس ولاية داكوتا الجنوبية ‏.